# Dolda kameran
Dolda kameran är från början ett amerikanskt programformat kallat Candid Camera där vanliga människor filmas när de ovetande blir lurade eller utsatta för practical jokes och andra former av spratt. Ibland har detta format kallats för den första Reality TV-serien. 
Formatet började som ett radiounderhållningsprogram, kallat Candid Microphone, producerat av Allan Funt vilket hade premiär 28 juni 1947. I TV hade konceptet premiär 10 augusti 1948 med Allan Funt som presentatör och producent. 
I Sverige producerade Sveriges Radio en svensk version av programmet i början av 1960-talet med Håkan Ersgård som programledare. Senare har programmet producerats av TV4 och har då bland annat använt sig av Britt Edwall, Carl-Uno Sjöblom och Magnus Banck. Blåsningen i TV3 är ännu en variant på Dolda kameran. Även Rickard Olsson som bland annat arbetat med Bingolotto i TV4 tagit upp traditionen med att utsätta folk för Dolda Kameran.